# Katia Dubreuil
Pour les articles homonymes, voir Dubreuil.
Katia Dubreuil est une magistrate française, née le 17 février 1976 à Suresnes. Elle est présidente du Syndicat de la magistrature de 2017 à 2022.

## Biographie
Née le 17 février 1976 à Suresnes, elle est l'enfant unique d'un père administrateur civil au Trésor public et d'une mère secrétaire. Elle fait ses études secondaires à Saint-Germain-en-Laye, puis elle est diplômée de l'Institut d'études politiques de Paris en 1997 et intègre en 1998 l'École nationale de la magistrature.
Son premier poste en 2001 est celui de substitut du procureur à Laon. Elle est ensuite nommée à Créteil, à Bobigny puis elle est détachée, de 2013 à 2016, à la mission interministérielle de lutte contre les drogues. Elle est ensuite nommée à Paris.

## Présidente du Syndicat de la magistrature
En 2016, elle est élue présidente du Syndicat de la magistrature, classé à gauche. Entendue comme témoin lors de l'affaire du « Mur des cons », elle défend le syndicat et la liberté d'opinion des magistrats. Elle accueille avec prudence la nomination d'Éric Dupond-Moretti comme garde des Sceaux en juillet 2020.
Sous sa présidence, le syndicat de la magistrature et l'Union syndicale des magistrats se rapprochent jusqu'à former un front intersyndical, notamment lors du dépôt de plaintes conjointes à l'hiver 2020 contre le ministre de la Justice, en raison de possibles conflits d’intérêts.
En 2020, elle critique la procédure de l'amende forfaitaire délictuelle, regrettant la disparition de l'individualisation de la peine.
Elle quitte le bureau national de l'organisation en 2022, lorsque Kim Reuflet lui succède à la présidence.